# Jerry Lee Lewis: Trouble in Mind
Pour plus de détails, voir Fiche technique et Distribution.
Jerry Lee Lewis: Trouble in Mind est un film américain réalisé par Ethan Coen et sorti en 2022. Il s'agit d'un documentaire consacré à Jerry Lee Lewis. Ethan Coen travaille ici seul, sans son frère Joel.
Le film est présenté en avant-première au festival de Cannes 2022.

## Synopsis
Le documentaire combine des entretiens préexistants avec Jerry Lee Lewis, à différentes étapes de sa vie et de sa carrière. Le film est également constitué de séquences de performances et des entretiens avec d'autres personnes telles que Myra Lewis Williams, son ex-femme et cousine, et le chanteur country Mickey Gilley.

## Fiche technique
Sauf indication contraire, les informations mentionnées dans cette section peuvent être confirmées par la base de données cinématographiques IMDb,  présente dans la section « Liens externes ».
- Titre original : Jerry Lee Lewis: Trouble in Mind
- Réalisation : Ethan Coen
- Montage : Tricia Cooke
- Production : Peter Afterman, Steve Bing, T-Bone Burnett, Mick Jagger et Victoria Pearman

Producteurs délégués : Stuart M. Besser, Callie Khouri, Ryan Kroft et Michael Rapino
- Sociétés de production : Live Nation Productions, Jagged Films, Shangri-La Entertainment et Inaudible Films
- Société de distribution : A24 (États-Unis)
- Budget : n/a
- Pays de production :  États-Unis
- Langue originale : anglais
- Format : couleur
- Genre : documentaire musical, collage
- Durée : 74 minutes
- Dates de sortie[2] :
  - France : 22 mai 2022 (festival de Cannes)

## Distribution
- Jerry Lee Lewis
- Myra Lewis Williams
- Mickey Gilley

## Production
Durant la pandémie de Covid-19, Ethan Coen et sa compagne monteuse Tricia Cooke sont approchés par T-Bone Burnett pour faire un documentaire à base d'images d'archives qui pourrait être fait à leur domicile, en plein confinement. Ethan Coen pense ce projet est « trop contraignant pour refuser ». Tricia Cooke le décrit quant à elle « comme un projet de film amateur »,.

## Sortie et accueil
Le film est présenté en séance spéciale au festival de Cannes 2022 le 22 mai 2022,.
Le film reçoit des critiques partagées. Sur l’agrégateur de critiques Rotten Tomatoes, il obtient 69% d'avis favorables pour 16 critiques et une note moyenne de 5,5⁄10. Sur Metacritic, il obtient une note moyenne de 62⁄100 pour 10 critiques.
Pour Peter Bradshaw de The Guardian, le documentaire est « tout à fait agréable » et « fait quelque chose que très peu de films peuvent faire : il vous fait sourire de plaisir. » The Hollywood Reporter décrit le film comme « une vidéo mixtape pleine de performances montrant comment un homme qui écrivait rarement ses propres chansons pouvait quand même gagner une place dans le panthéon du rock'n'roll. Et c'est littéralement tout ce que c'est.. Coen ne fait aucun effort pour éclaircir la mythologie… Trouble in Mind peut plaire principalement aux inconditionnels du roots-rock et aux super-complétistes des frères Coen. » Pour Owen Gliebermann de Variety, si Ethan Coen « n'utilise presque rien d'autre que d'anciens extraits de performances et d'interviews télévisées » il le fait « astucieusement, en les synchronisant avec ses propres centres de plaisir - et les nôtres ».